# Fluda elata
Fluda elata là một loài nhện trong họ Salticidae.
Loài này thuộc chi Fluda. Fluda elata được María Elena Galiano miêu tả năm 1986.